# بیگانه (رمان کینگ)
بیگانه یک رمان ترسناک نوشته نویسنده آمریکایی استفن کینگ است که در تاریخ ۲۲ مه ۲۰۱۸ توسط Scribner منتشر شده‌است.

## داستان
در فلینت سیتی، اوکلاهما، کارآگاه پلیس، رالف اندرسون، معلم محبوب و مربی بیس بال تری مایتلند را در برابر دیدگان جمعی از تماشاگران به اتهام تجاوز، مثله کردن و قتل پسربچه ای ۱۱ ساله دستگیر می‌کند. مایتلند اصرار دارد که او بی گناه است و دوست و وکیل خود هووی گلد را برای کمک به خودش استخدام می‌کند، اما اندرسون شاهدان عینی و مدارک فیزیکی(DNA و اثر انگشت) در اختیار دارد.
در این میان اندرسون متوجه می‌شود که شاهدان عینی دیگری شهادت می‌دهند که مایتلند در زمان وقوع خارج از شهر بوده‌است…

## اقتباس تلویزیونی
در ژوئن سال ۲۰۱۸ رسانه رایتس کاپیتال پشنهاد کرد که این رمان به صورت یک مینی سریال ۱۰ قسمتی بر اساس فیلنامه ای از ریچارد پرایس، و به تهیه کنندگی جک بنر و مارت بوون ساخته شود. در ۳ دسامبر ۲۰۱۸، HBO دستور داد سریال با بازی بن مندلسون ساخته شود.